# Peace Trail
Peace Trail è il 37° album in studio del cantautore canadese Neil Young, pubblicato nel 2016.

## Tracce
Testi e musiche di Neil Young.
1. Peace Trail
2. Can't Stop Workin'
3. Indian Givers
4. Show Me
5. Texas Rangers
6. Terrorist Suicide Hang Gliders
7. John Oaks
8. My Pledge
9. Glass Accident
10. My New Robot